# Ланцюговий ключ

Ланцюговий ключ.

Ланцюговий ключ — інструмент для з'єднання (роз'єднання) різьбового з'єднання шляхом закручування (розкручування) болтів, гайок і інших деталей.
Складається (рис. ) з двох щік 2 із зубами, ланцюга 3 із плоскими шарнірними ланками і рукоятки  1. Щока і рукоятка з'єднані болтом, який проходить через середину щік , 4 і гайку 5. Один кінець ланцюга приєднаний до рукоятки за допомогою пальця 6 і початкової ланки 7. Палець 6 входить у відповідні отвори в щоках. Щока термічно оброблена. При установці ключа на трубу 8 зуби щік щільно обхоплюють трубу і служать опорою для рукоятки. Натискаючи на рукоятку, можна нагвинчувати або відгвинчувати трубу. При зносі зубців щоки повертають і в роботу включаються зубці незношеного сектора.
Перевагами ланцюгового ключа є простота конструкції і можливість роботи одним ключем із трубами різного діаметра.
До недоліків  ланцюгового ключа відносяться велика маса, незручність зарядки ключа на трубі і складність звільнення труби при заклинюванні її в щоках ключа, а також стирання і зминання поверхні труби, що скорочує термін її служби. Крім того, часто трапляється прослизання й обриви ланцюга.